# Islas Fincham
Islas Fincham är öar i Chile.   De ligger i regionen Región de Magallanes y de la Antártica Chilena, i den södra delen av landet, 2 300 km söder om huvudstaden Santiago de Chile. Arean är 2,0 kvadratkilometer.
Terrängen på Islas Fincham är lite kuperad. Öns högsta punkt är 262 meter över havet. Den sträcker sig 1,9 kilometer i nord-sydlig riktning, och 1,8 kilometer i öst-västlig riktning.